# فلسفة يونانية
نشأت وتأسست الفلسفة اليونانية في القرن السادس قبل الميلاد واستمرت خلال الفترة الهلنستية، وتناولت مجموعة واسعة من المواضيع، بما في ذلك الفلسفة السياسية، والأخلاق، والميتافيزيقيا، علم الوجود، والمنطق، وعلم الأحياء والبلاغة، وعلم الجمال.
العديد من الفلاسفة اليوم اعترفوا بأن «الفلسفة الغربية ليست سوى سلسلة من حواشي أفلاطون.»
تمثل الفلسفة اليونانية، في تاريخ الفلسفة الغربية، اللحظة الأولى في تطور الفكر الفلسفي. ومن وجهة نظر كرونولوجية، تم تعريف هذه المرحلة بالفترة التي تبدأ من القرن السابع قبل الميلاد حتى انتهاء أكاديمية أثينا في ال 529 وفقا لمرسوم جستنيان.

## مسائل الفلسفة اليونانية
كجزء من الفلسفة اليونانية تم مناقشة وفحص، بنتائج مختلفة، ثلاث قضايا مختلفة:
1. علم الوجود (ontology), أي تعريف المبادئ الأولية حيث يمكن إعادة أصل واستمرارية كل واقع؛
2. نظرية المعرفة (Epistemology), أي تعريف معايير صلاحية وحدود المعرفة، وخاصة فيما يتعلق بمشكلة الحقيقة؛
3. الأخلاقيات (Ethics), أي دراسة نقدية للسلوك البشري تهدف إلى التعريف بالسلوك الأفضل والأحكم الذي يجب أو يجوز للإنسان اتباعه.

بطبيعة الحال، هذه القضايا ليست الوحيدة التي شغلت فكر اليونانيون، في الواقع، بعض المفكرين حولوا انتباههم إلى علم الكون، والرياضيات... الخ، ولكن يمكن الافتراض بشكل معقول أن النقاط المركزية للتفكير اليوناني هي الثلاثة المذكورة أعلاه. وتجدر الإشارة إلى أنه تم تعريف هذه المفاهيم: نظرية المعرفة، علم الوجود والأخلاق، في مراحل لاحقة من تاريخ الفلسفة، لا سيما في العصور الوسطى والحديثة.

## تاريخ الفلسفة اليونانية
في هذا القسم سوف نذكر، بالنسبة للاتجاهات الفلسفية والتاريخية، التطورات الرئيسية للفلسفة اليونانية. لمزيد من التفاصيل من الممكن الاطلاع على مناصري المدارس الفكرية في مقال الفلسفة القديمة.

## الفكر اليوناني القديم

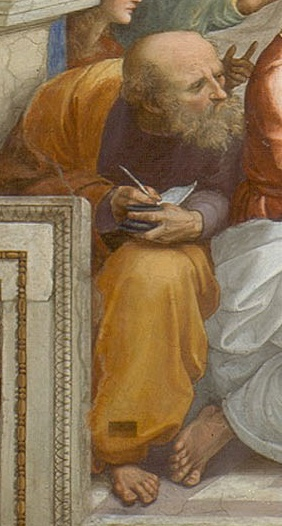
أناكسيماندر، تفصيل من لوحة مدرسة أثينة لـرافاييل

تقليديا، يرجع أصل الفلسفة الغربية إلى الفكر اليوناني القديم، وعلى وجه الخصوص إلى سلسلة من التعديلات التاريخية والاقتصادية والسياسية والاجتماعية، والتي كما وضح جان بييرفيرنانت (Jean-Pierre Vernant) في تفسيره لأصول الفكر اليوناني، التي تبدأ حول القرن السابع قبل الميلاد في عملية علمنة تدريجية لنشأة الكون (Cosmogony) وعلم الأساطير (theogony) من هوميروس وهسيود. في نفس الوقت، ومع ذلك، فإنه لا يزال من الصعب الفصل بين الفكر المعرفي ونوع من التدين المخفي الذي يعبر عنه من خلال الأورفكريون وأسرار ال Eleusinian.
من ناحية نشأت الحاجة إلى تفكير أكثر استقلالا للمبادئ التي تكمن وراء الظواهر الطبيعية. هذه الحاجة تدفع المفكرين الأوائل، ولا سيما من المدرسة الميلسية (Milesian School)، ابتدأ من طاليس لوضع محورية في مسألة السفينة (Arche): باعتبارها العنصر البدائي الذي منه أتى كل شيء؟. وما هي القوانين التي تحكم العلاقة بين العناصر البدائية؟. طاليس حدد هذا المبدأ الأول في الماء، أناكسيماندر في اللامتعين الابيرون (Apeiron)، أناكسيمينس (Anaximenes) في الهواء، وغيرهم من المفكرين، في وقت لاحق، اقترحوا افتراضات أخرى في هذا الصدد. وتجدر الإشارة هنا إلى ان الاهمية ليست في الاستنتاجات، التي توصلوا إليها هؤلاء المفكرين الأولين، ولكن في الجهود المبذولة للإجابة على الأسئلة حول الأصل ومعنى الواقع دون اللجوء إلى تفسيرات مبنية على الأساطير أو التقاليد. لأول مرة الملاحظة المباشرة للطبيعة وقدرة الإنسان الرشيدة تؤخذ في الاعتبار لما لها من استقلالية وتفوق.
من ناحية أخرى بشكل متزامن مع تأمل المفكرين الأوائل، نشأت الحاجة لإعادة النظر في العلاقة مع الألوهية ومعالجة قضايا الأخلاقيات المتعلقة بالطريقة التي يؤدي بها الإنسان وجوده والعلاقات مع ال«بوليس» (polis)، المدينة الدولة حيث النظام الملكي استبدل نظام المساواة لقوانين صممت لتكون الانعكاس الطبيعي للنظام الكوني. هذا الحاجة وجدت أول رد من الحكماء الإغريق السبعة. في تأملات سفسطانية وسقراطية وبعد سقراطية، لتصبح واحدة من فروع الفلسفة اليونانية الرئيسية.
في المرحلة الأولى التفضيل كان متجهة نحو الجانب الكوني والوجودي؛ تأمل فيثاغورس في هذا الاتجاه، مثّل تطورا هاما، حيث أن أول محاولة لوصف الواقع وفقا لمعيار الحاجة، أو بالأحرى من خلال قوانين رياضية. الأمر يتعلق اتباع نهج يسعى إلى التحقق من علاقات الانسجام غير المرئي باعتباره أساسا للكون، وهو نهج يقتصر على عدد قليل من الطقوس (Initiation) ذو الطابع المقدس لهذا المذهب. الذي يعتبر ان الأرقام هي مصدر المعرفة، وان الوحدة القياسية التي يُلمح لها ليست مجرد رقم ولكنها تشمل أيضا الكثير من الأشياء: رمزية وعليا. وهي العنصر الأساسي الذي ينحدر منها كل واقع آخر، وربما تستنج وفقا لسلسلة هندسية رياضية صارمة، حيث العنصر النوعي والتأملي يفوق العنصر الكمي. بعض جوانب فلسفة فيثاغورس وخاصة في علم الكونيات، لقت تطورات لاحقة في فكر أفلاطون.
مع محاولة التحقق من الجهة الروحانية كان هناك جهد بعض الفلاسفة في تحرير البحث الوجودي عن العناصر البدائية من تقاليد التفكير الديني. من هذه المحاولات النقدية، المتجهة بالتحديد نحو مذهب التأنيس (Anthropomorphism), مثلا تفكير الفيلسوف كزينوفانيس أعطي المقدمة لاهم التطورات في الانثروبولوجيا اليونانية. المتمثلة في تفكير المدرسة الإيلية (Eleatics) وبارمنيدس (Parmenides), الذي يعارض تفكير الفلاسفة الأوائل. الذين وضعوا المسلمات لعناصر بدائية مختلفة كتفسير لمفهوم المتغير (Becoming). ويعارض أيضا هرقليطس، الذي عرف الواقع كمنتج الزامي ومستمر للقوانين المتضادة، متقبلا بهذا التعددية والتناقضية كمعطى للوضع الموجود وليس كأخطاء في التفكير.

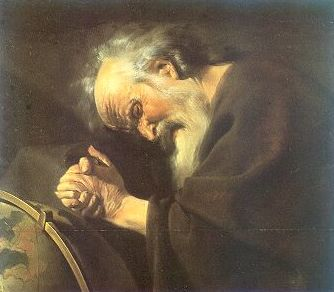
هرقليطس لـ Johannes Moreelse

أما فلاسفة اليا فاعتبروا ان الإنسان مميز وان إحساسه لا يمكن ان يقوده إلى المعرفة. وفقط من خلال التفكير يمكنه التحرر من الخبرة الحسية والوصول إلى حقيقة الوجود، بطريقة منفصلة عن أراء متطرفة عن الظواهر الكونية.
موقف بارمنيدس، المتأثر من فكر فيثاغورس، أصبح ذو أهمية كبيرة في تطوير الفلسفة. بالفعل إيمبيدوكليس (Empedocles) شكك بأطروحة أحاديه الكينونة، واقترح أطروحة تعددية، بتحديد أربعة عناصر أساسية مثل جذور لكل تطور (becoming)، من خلال اثنين من الدوافع الأساسية: الحب والكراهية. ولاحقا أناكساغوراس (Anaxagoras) تطرف في أطروحة إيمبيدوكليس، بحجة أن الذكاء الكوني، الذي عرفّه بالمصطلح نوس (Nùs)، يديره تطور مستمر ابتدأ من عدد لانهائي من العناصر البسيطة المسمية omeomerie (ما يسمى بذور أنكساغوراس، وهذا أي الجزيئات التي تشكل الكون وكل شيء).
فقط بعمل الذريين: ديموقريطس وليوكيبوس، التعددية المادية وصلت إلى تبعية وتطرف أكبر. مع ديموقريطس، الكينونة التي افترضها بارمنيدس، واحدة وبسيطة، تفككت إلى تعدد عدد لانهائي من الذرات، والتي تحتفظ فقط بخاصية واحدة: عدم القسمة، ولكن هذه الذرات هي عناصر بسيطة من الكون المدرك ماديا، حيث تم استبعاد أية نهاية.
في جدل كامل مع هيكل الفلسفة الوجودية ما قبل سقراط، سواء أحادية أو تعددية، السفسطائيون وجهوا تفكيرهم نحو إلى قضايا أخلاقية، ولا سيما إلى استحالة تحديد قيم مشتركة لجميع الرجال. وفي هذا الخلاف مع السفسطة وجد سقراط وما بعده من الفلاسفة اليونان، أسس للقيم الإنسانية والمعرفة.

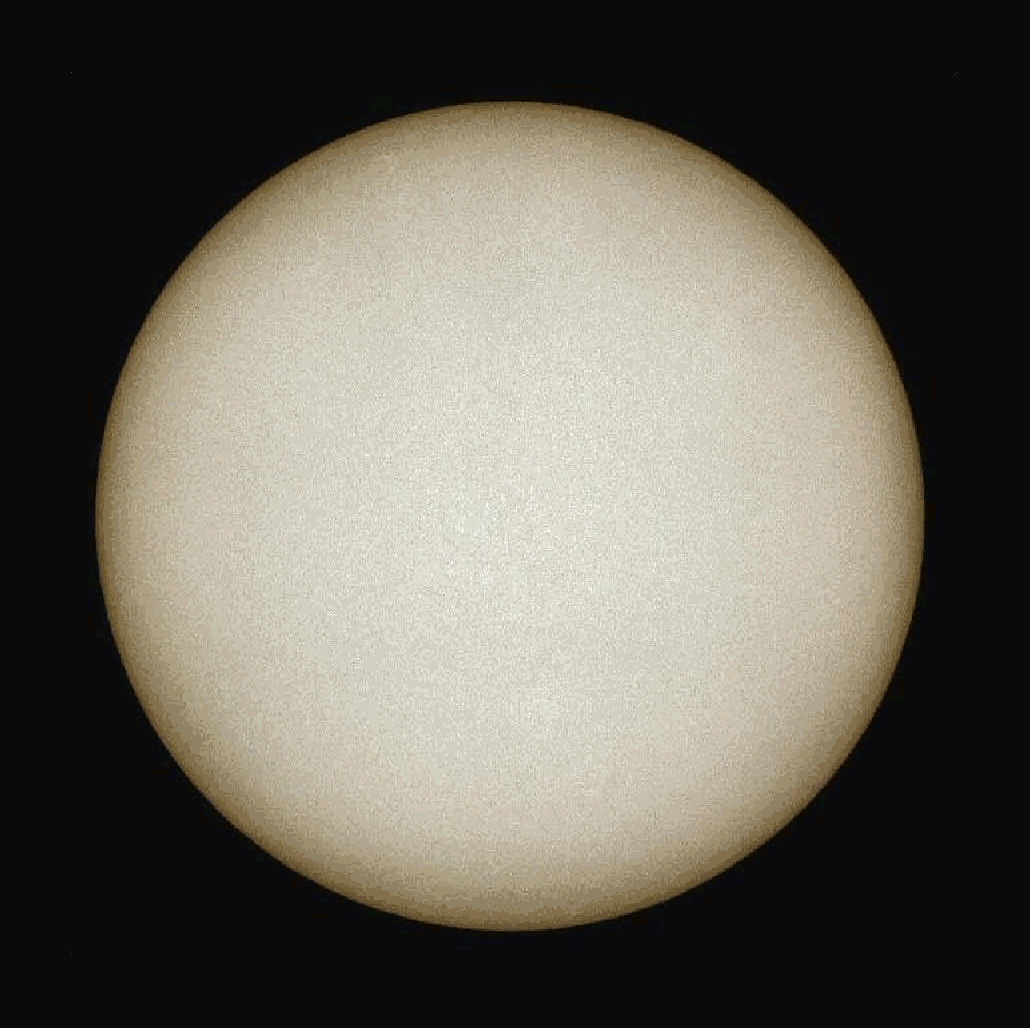
الكينونة وفقا ل بارمنيدس : خالية من الشوائب ومتماثلة في كل أجزائها كم هي الكرة

## العصر الكلاسيكي: سقراط، أفلاطون، أرسطو

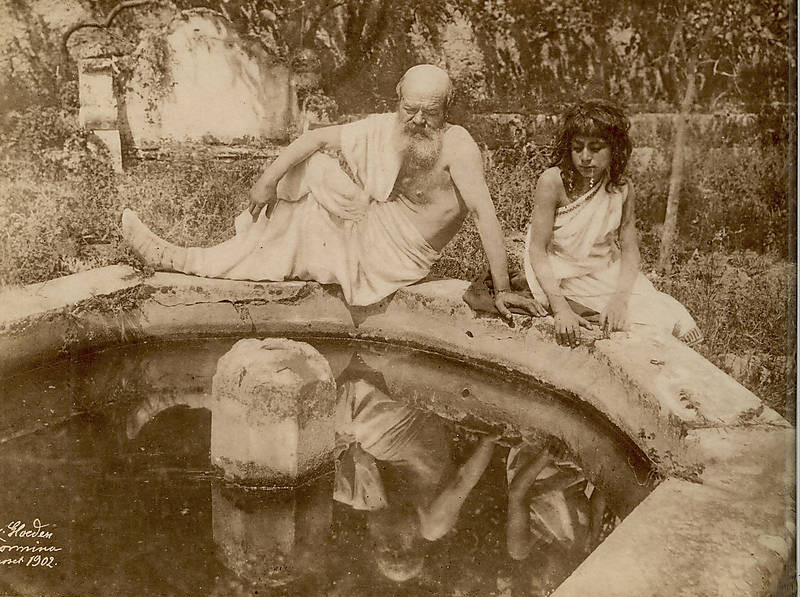
سقراط عند المنبع (صورة ل ويلهيلم فون Gloeden، 1902)

مع الأثيني سقراط (469-399 ق.م) الفلسفة اليونانية حققت نقلة نوعية لتصبح بحث يركز على الإنسان وعلى الحاجة إلى حقيقة كونية
بحث سقراط، الذي في بعض النواحي يرتبط بالسفسطة، يتحرك في اتجاه يربط بين حب المعرفة ومسالة الأخلاق (Ethics)، وذلك بهدف إنشاء أخلاقية عالمية.
في معارضة السفسطائيون رفض سقراط النسبوية (Relativism) والعدمية (Gorgias)، سواء في الأخلاق أو في نظرية المعرفة (Epistemology)،
الحكيم الحقيقي، بدايةً من ضرورة القبول بجهله، هو الذي يجعل نفسه موضوع المسالة الخاصة به، منفتح للمقارنة والمناقشة.
الحكيم هو الذي يسعى ويدري كيفية طرح الأسئلة وإثارتها في الآخرين. الشك السقراطي يهدف إلي الحقيقة بطريقة نزيه (أو بدون مغرض).
ولا يسعى للبحث عنها خارج نفسه، بل في جوهر كينونته، التي وصفها بانها «دايمون» (أي الشيطان، والتي تعني أيضا مزاج أو طابع).
الفلسفة بالنسبة له كعمل القبالة تماما، أو بالأحرى الفن الذي يضع الناس في موضع يمكنهم من توليد الحقيقة من الروح.
وصل إلى نتيجة انه لا يمكن فصل الخير عن المعرفة: لا يمكنك اتباع الخير ان لم تعرفه، إذا كنت تعرف ذلك. بينما سقراط ترك بحثه الفلسفي غير محدد ويكتنفه الغموض، تلميذه أفلاطون (427-347 ق.م) وصل إلى درجة أعلى من التأمل وعرّف الفكرة بالموضوع الحقيقي للمعرفة الإنسانية. هذه الفكرة كان يجب أن تحل ليس فقط مسألة «ماذا» نعرف التي أثارها سقراط، ولكن أيضا مواضيع الانقسام والاختلاف التي نشأت بين بارمنيدس وهيراكليتس.
في الواقع كان هناك حالات من السكون والاستقامة لبارمنيدس من ناحية، ولكنها كانت تشمل ال Being ل هيراكليتس: وهكذا، على سبيل المثال الأبيض والأسود تبقى مصطلحات متناقضة ومتعددة على مستوى حسي (جمالي وأخلاقي)، مع ذلك يمكن فهم الاختلاف عن طريق الوصول إلى القاسم المشترك بينهما، ألا وهو فكرة اللون. الفكرة هي الأصل (والهدف النهائي) للوصول سواء للحقيقة أو المعرفة لأنها النمط والنموذج الذي عملت منه الأشياء الواقعية ومن خلاله يمكن معرفتها. العملية العقلية التي تبدأ من الحساسية المتعددة إلى وضوح واحد، سماها أفلاطون الجدلية. التي هي الفلسفة نفسها، وشبهها بالحب، وفسرها بالتأمل الاجتماعي، واستخدمها في الحوار مع الشخصيات الأخرى. وظيفة هذا الحوار هي ظاهرية أكثر من أن تكون حقيقية، تسمح للفيلسوف بتوجيه بحثه بعيدا عن الأخطاء الناجمة عن المظهرية، مدفوع من الرغبة «الشهوانية» للوصول للمعرفه. الفكرة تتوج هذه العملية وتتجاوز التفاصيل الانتقالية للكيانات المحسوسة، على الرغم من أنها الأساس.
حاول أفلاطون حل المشكلة التي نشأت مع بارمنيدس، عن طبيعة الكينونة. بارمنيدس قال ان الموجود يكون، والغير موجود لا يكون، ولكن بعيدا عن حشو الكلام لم يحدد ماذا هي هذه الكينونة. وبهذه الطريقة أصبح من المستحيل معرفتها، فهمها، أو التحدث إليها. أما أفلاطون باللجوء إلى عالم الفكار سعى إلى تشييء الكينونة، من اجل تحديد الأفكار وتنظيمها بشكل هرمي، من الكينونة الأدنى إلى الأقصى حتى الوصول إلى فكرة الخير العليا.
هذا التسلسل الهرمي يسمح بالحصول على المعرفة، لأن المقارنة الجدلية بين حقائق مختلفة، بين ما هو أعلى (الكينونة) وما هو أدنى اللاكينونة) تجعل المعرفة ممكنة. مقارنة ببارمنيدس، الذي تصور ان الوجود والغير وجود منفصلان، متعارضان وغير متواصلين، أفلاطون اعترف بوجود انتقال تدريجي من الوجود تلى اللاوجود.
عند هذه النقطة ظهرت ازدواجية عالم الأفكار (Iperuranio) والعالم الدنيوي: مفهوم العالم المثالي، بالنسبة للبشر غير واع ونائم) يستيقظ من خلال التجربة الحسية. المعرفة هي تذكر ما كنا نعرف سابقا، ولكننا نسيناه. وقد عاشت هذه الازدواجية في نفس افلاطون أحيانا بتفاؤل وأحيانا بتشاؤم، لانها كانت تشمل ليس فقط المعرفة ولكن أيضا جوهر الأخلاق الإنسانية، وقد تجلت من خلال أساطير مثل المغارة والعربة، والإيروس الخ. التي تقدم الصعود أو العودة إلى الحقيقية والخير.
حتى في السياسة وضع أفلاطون هدف الكمال: الدولة يجب أن تنظم على أساس التقسيم إلى طبقات اجتماعية، متطابقة مع عناصر النفس البشرية (الرشد والفكر والشهوانية) واعترف أيضا بالمساواة بين الرجال والنساء.
فنان في التعبير الشعري، كان يهدف إلى خفض قيمة الفن الفلسفية، بسبب إنتاجها المقلد للطبيعة، والتي بدورها تقليد للفكرة.
الفصل الصارم بين العالم المثالي والحقيقي، لأفلاطون، لم يعجب تلميذه أرسطو (384-322 قبل الميلاد)، والذي في معارضته للنظرية الافلاطونية، ساند حضورية الشمول. واعتبر الواقع ملخص للمادة والشكل، وهو في تطور مستمر ويحدث في المرور الازلي للكائنات الحية من القدرة إلى الفعل. الله وحده، المحرك الأساسي أو السبب الأول، والفعل الخالص ويحدد كيف تصبح جميع الهيئات الأخرى، ولهذا فهو ثابت. وفقا لأرسطو، كل واقع يملك في نفسة أسباب وجودة بطريقة ما وليس بطريقة أخرى. وهنا أرسطو يقدم مفهوم الجوهر، أي الركيزة التي هي دائما مطابقة لنفسها مستقلة عن المظهر الخارجي.
وبالمثل، الأشكال الثلاثة الممكنة للحياة السياسية للدولة (النظام الملكي، الأرستقراطية، والديمقراطية) يجب ان تبتعد عن التطرف وانحطاطاته : الطغيان، والأوليغارشية (حكومة الاقلية) وحكومة الدهماء.
الاختلافات مع أفلاطون، على الرغم من أهميتها، لم تؤد إلى معارضة راديكالية، لأن أرسطو أيضا أعطى أهمية كبيرة للتفكير المنهجي وأشكال الكونية، ويدرك ديناميكية الكائن)كممر من القدرة إلى العمل) وليس ثابت ومعارض للغير كائن. اقترح أرسطو في نهاية المطاف حل مختلف لنفس المشكلة المتعلقة في كيفية التوفيق بين اختلافات بارمنيدس وهيراكليتس، بين البقاء والتحول (essere e divenire). وأيضا تصور أرسطو للأخلاقيات كان مشابه لسقراط وأفلاطون، أي السعي وراء الفضيلة، والمواقف التي يجب أن يتبعها الإنسان ليعيش سعيدا. وكان يجعل القيمة متزامنة مع الكينونة: كلما الواقع حقق سبب وجوده كلما استحق فيمة أكبر. كان ينصح الرجال «بالتوسط»: فقط باستخدام التوازن والاعتدال، يمكن للشخص أن يصبح متناغم وسعيدا. وبالمثل، الأشكال الثلاثة المحتملة للدولة (النظام الملكي، الأرستقراطية، والديمقراطية) يجب أن يبتعدوا عن التطرف لتجنب الطغيان، الأوليغارشية، والدهامة .
نشأت وتأسست الفلسفة اليونانية في القرن السادس قبل الميلاد واستمرت خلال الفترة الهلنستية، وتناولت مجموعة واسعة من المواضيع، بما في ذلك الفلسفة السياسية، والأخلاق، والميتافيزيقيا، علم الوجود، والمنطق، وعلم الأحياء والبلاغة، وعلم الجمال.
العديد من الفلاسفة اليوم اعترفوا بأن «الفلسفة الغربية ليست سوى سلسلة من حواشي أفلاطون.»
تمثل الفلسفة اليونانية، في تاريخ الفلسفة الغربية، اللحظة الأولى في تطور الفكر الفلسفي. ومن وجهة نظر كرونولوجية، تم تعريف هذه المرحلة بالفترة التي تبدأ من القرن السابع قبل الميلاد حتى انتهاء أكاديمية أثينا في ال 529 وفقا لمرسوم جستنيان.

## انظر ايضاً
- أفلاطونية
- أفلاطونية محدثة
- أخلاقيات
- مفهوم الخير والشر